# Staphylococcus aureus resistente a la meticilina

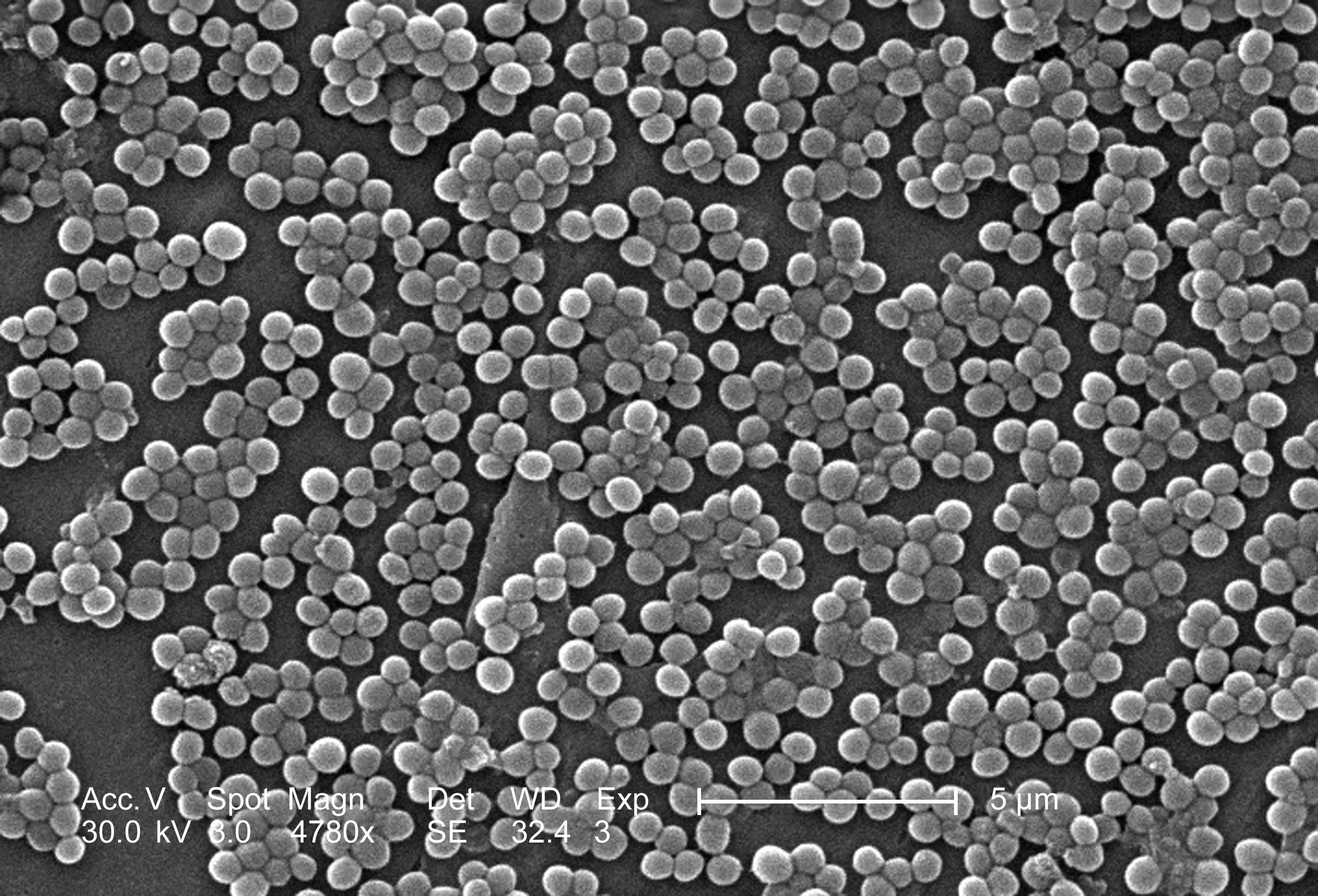
Colonia de SARM

Staphylococcus aureus resistente a la meticilina o SARM es una cepa de la bacteria Staphylococcus aureus que se ha vuelto resistente a varios antibióticos, primero a la penicilina en 1947 y luego a la meticilina. Existe una nueva cepa (SARV) que ha desarrollado resistencia a la vancomicina, uno de los pocos antibióticos que eran capaces de controlar esta bacteria. Fue descubierto originalmente en el Reino Unido en 1961 y actualmente está muy propagado.

## Bacteria
Si bien una colonización de SARM en un individuo sano, generalmente no es grave, la infección de este microbio puede amenazar la vida de pacientes con heridas profundas, catéteres intravenosos u otros instrumentos que introducen cuerpos extraños, o como una infección secundaria en pacientes con un sistema inmunitario debilitado.
El SARM produce, sobre todo, infección nosocomial, es decir, una infección contraída en un hospital. Su manifestación más grave es la neumonía nosocomial, enfermedad que puede ser mortal y que se contrae a través de la inserción de un tubo ventilador en el cuerpo del paciente. 
En Estados Unidos se reportan cada vez más brotes de colonización de SARM mediante contacto cutáneo en vestidores y gimnasios, incluso entre poblaciones sanas, y el SARM causa al menos el 20% de las infecciones de S. aureus en poblaciones que consumen drogas por vía intravenosa. El SARM causó la muerte de unos 19.000 estadounidenses en el 2005, la mayoría de ellos en hospitales, según un informe publicado en octubre de ese año en Journal of the American Medical Association.
Cerca del 30% de las personas transporta estafilococos de manera crónica, los cuales pueden transmitirse por el contacto con otras personas o porque las bacterias se depositan en superficies u objetos que luego las personas tocan. La bacteria puede generar infecciones profundas en los tejidos si ingresa al organismo por una herida en la piel. Las infecciones lucen como un sarpullido en la piel, que si permanece sin tratar puede inflamarse y llenarse de pus. La mejor forma de evitar la infección es lavándose las manos y/o los genitales con agua y jabón.
Si bien el SARM, como se indicó antes, no responde a los antibióticos más comunes, hay otros fármacos, como la vancomicina, que ayudan a combatir la infección.